# Židovsko groblje u Vukovaru
Židovsko groblje u Vukovaru ( poznato i kao Novo židovsko groblje ) je groblje s otprilike 75 do 100 preostalih spomenika koje se koristilo između 1850. i 1948. Najstariji nadgrobni spomenik datira iz 1858. s natpisima na više jezika, uključujući hebrejski , mađarski , njemački i hrvatski. Ceremonijalnu dvoranu za sprovode ili Zidduk-hadin kuću (izgrađenu između 1926. i 1928. godine) projektirao je Fran Funtak u stilu art-décoa i maurskog preporoda. Prvo židovsko groblje u Vukovaru osnovano je 1830. godine.

## Galerija
- Zidduk – hadin kuća pročelje
- Zidduk – hadin kuća dvorišni dio